# 赤い日記帳
「赤い日記帳」（あかいにっきちょう）は、あか組4のシングル。2000年3月8日発売。

## 概要
- シャッフルユニットとして結成されたあか組4（中澤裕子、後藤真希、信田美帆（T&Cボンバー解散後は吉澤ひとみ）、ダニエル（ダニエル卒業後は前田有紀） ）のシングル。後藤真希、中澤裕子は後にそれぞれソロでカバーしている。
- 同じシャッフルユニットから生まれた黄色5、青色7のシングルと同日発売。
- テレビ東京系列「アイドルをさがせ!」オープニング・テーマ。

## 収録曲
全作詞・作曲：つんく
1. 赤い日記帳 (4:43)
編曲：小西貴雄
2. Hello!のテーマ (あか組4 version) (2:41)
編曲：前嶋康明
3. 赤い日記帳 (Instrumental) (4:43)

## 参加ミュージシャン
赤い日記帳
- プログラミング：小西貴雄
- マニピュレータ：勝浦剛
- コーラス：あか組4・つんく

Hello!のテーマ (あか組4 version)
- プログラミング：前嶋康明
- コーラス：あか組4・つんく

## カバー
- 中澤ゆうこ - コンピレーションアルバム『Together! -タンポポ・プッチ・ミニ・ゆうこ-』（2001年4月18日発売）に収録。
- Kuk Harrell - トリビュートアルバム『カバー・モーニング娘。!』（2001年12月19日発売）に収録。
- 後藤真希 - アルバム『マッキングGOLD①』（2003年2月5日発売）に収録。
- 高橋愛、菅谷梨沙子、鈴木愛理 - 配信カバーアルバム『ハロカバ』に収録。